# Guillermo O'Donnell
Guillermo O'Donnell, född 24 februari 1936 i Buenos Aires, död 29 november 2011 i Buenos Aires, var en argentinsk statsvetare. Han var mest känd för sina teoretiska arbeten kring den byråkratiskt-auktoritära staten samt för sina teorier kring demokratisk transition. 

## Publiceringar
- The Quality of Democracy: Theory and Applications (2004)
- Desarrollo Humano y Ciudadanía: Reflexiones sobre la Calidad de la Democracia en América Latina (2003)
- Counterpoints: Selected Essays on Authoritarianism and Democratization (1999)
- The (Un)Rule of Law and New Democracies in Latin America (1999)
- A Democracia no Brasil (1988)
- Bureaucratic-Authoritarianism (1986)
- Transitions from Authoritarian Rule (1986)
- Poverty and Inequality in Latin America (1988)
- Development and the Art of Trespassing (1986)
- Issues in Democratic Consolidation (1982)

## Pris
- 2006 fick han som förste mottagare Prize for Lifetime Achievement från International Political Science Association (IPSA).
- 2003 mottog han Kalmar Silvert Award för "lifetime contribution to the study of Latin America".